# エフィー・カプサリス
エフィー・カプサリス (Effie Kapsalis、1971年4月21日 - 2022年12月11日) は、アメリカ合衆国のオープンアクセス提唱者で、スミソニアン博物館を始めとするデジタルプログラムや取り組みに関連した仕事で知られている。

## 教育
カプサリスは1971年4月21日、イリノイ州シカゴで生まれた。彼女はインディアナ大学ブルーミントン校でフランス語とフランス文学を専攻した。卒業後にフィラデルフィア芸術大学で工業デザインを専攻し、修士号を取得した。

## 業績
2020年、カプサリスはスミソニアン博物館の上級デジタルプログラムオフィサーとして、博物館収蔵品から280万点の高解像度2次元又は3次元画像をオンラインで一般公開するチームを率いた。彼女はスミソニアンの収蔵品をより多くオンラインでアクセス可能にすることを推進し、また「水曜日の素晴らしい女性」というブログシリーズを執筆した。カプサリスの業績は2021年にクリエイティブ・コモンズの「Open Minds...from Creative Commons」で紹介された。
2013年にカプサリスとサラ・スナイダーは、スミソニアン博物館でウィキペディアの編集方法を人々に広めたことにより、ウィキメディア・コロンビア特別区から第1回特別功労賞を授与された。
2016年、カプサリスはサウス・バイ・サウスウエストのパネル「Give It Away to Get Rich: Open Cultural Heritage」に登壇し、彼女の2016年の報告書「美術館、図書館、博物館、公文書館におけるオープンアクセスの衝撃」について発表した。それ以来「オープンアクセスの衝撃」は、40以上の査読付き出版物に引用されている。
長期間にわたるうつ病との闘いの後、カプサリスは2022年12月11日、メリーランド州の自宅で自殺により51歳で亡くなった。

## 著作
- Kapsalis, Effie (2 January 2019). “Wikidata: Recruiting the Crowd to Power Access to Digital Archives” (英語). Journal of Radio & Audio Media 26 (1):  134–142. doi:10.1080/19376529.2019.1559520. ISSN 1937-6529.
- Kapsalis, Effie (1 June 2016). “Making History with Crowdsourcing”. Collections: A Journal for Museum and Archives Professionals 12 (2):  187–197. doi:10.1177/155019061601200211.
- “The Impact of Open Access on Galleries, Libraries, Museums, & Archives”. Smithsonian Institution (2016年4月27日). 2022年12月15日閲覧。
- Kapsalis, Effie, et al. (17 September 2009). "Smithsonian Team Flickr: a library, archives, and museums collaboration in web 2.0 space" (PDF). Archive Science. 8 (4):267–277. https://doi.org/10.1007/s10502-009-9089-y. Open access deposit. Retrieved 8 January 2023.